# Bogusław Droszcz
Bogusław Droszcz (ur. 18 sierpnia 1921 w Ostrzeszowie, zm. 4 września 2007) – polski polityk ludowy, poseł na Sejm PRL VII i VIII kadencji.

## Życiorys
Syn Stanisława i Jadwigi. Walczył w wojnie obronnej, w okresie 1940–1945 był robotnikiem przymusowym w Niemczech. Uzyskał tytuł zawodowy magistra inżyniera rolnictwa. W latach 1949–1951 był zastępcą dyrektora Technikum Rolniczego w Wolsztynie, następnie do 1954 kierownikiem produkcji w Centrali Rybnej w Gdańsku. Od 1954 był agronomem-specjalistą i zastępcą kierownika prezydium Powiatowej Rady Narodowej w Pruszczu Gdańskim. W okresie 1956–1960 był kierownikiem w Wydziale Rolnictwa i Leśnictwa prezydium Wojewódzkiej Rady Narodowej w Gdańsku, a następnie do 1961 był sekretarzem Wojewódzkiego Związku Kółek Rolniczych w Gdańsku, od 1961 do 1984 był zastępcą przewodniczącego WRN w Gdańsku. Od 1961 do 1968 był dyrektorem Gdańskiej Hodowli Ziemniaka, następnie do 1972 zastępcą dyrektora w Wojewódzkim Zjednoczeniu Państwowych Gospodarstw Rolnych w Gdańsku.
W 1948 wstąpił do Stronnictwa Ludowego (zasiadał w jego Zarządzie Powiatowym SL w Wolsztynie), które w następnym roku współtworzyło Zjednoczone Stronnictwo Ludowe. W ZSL był członkiem prezydium Powiatowego Komitetu w Wolsztynie (1949–1951), członkiem zarządu PK w Pruszczu Gdańskim (1951–1956), prezesem (1956–1959, 1973–1987), członkiem prezydium (1959–1973) i wiceprezesem (1972–1973) Wojewódzkiego Komitetu ZSL w Gdańsku, a także członkiem Naczelnego Komitetu (1973–1988) oraz członkiem prezydium NK (1980–1988).
Od 1969 do 1972 był członkiem prezydium Zarządu Okręgowego Związku Zawodowego Pracowników Rolnych i zastępcą przewodniczącego Zarządu Wojewódzkiego Naczelnej Organizacji Technicznej w Gdańsku. W 1972 został wiceprzewodniczącym Zarządu Wojewódzkiego Towarzystwa Przyjaźni Polsko-Radzieckiej oraz Wojewódzkiego Komitetu Frontu Jedności Narodu w Gdańsku. W 1976 uzyskał mandat posła na Sejm PRL VII kadencji w okręgu Gdynia, w 1980 uzyskał reelekcję. Podczas obydwu kadencji zasiadał w Komisji Handlu Zagranicznego, zaś w czasie VIII także w Komisji Współpracy Gospodarczej z Zagranicą i Gospodarki Morskiej.
Pochowany na cmentarzu katolickim w Sopocie.

## Odznaczenia
- Krzyż Komandorski Orderu Odrodzenia Polski
- Krzyż Kawalerski Orderu Odrodzenia Polski
- Złoty Krzyż Zasługi
- Srebrny Krzyż Zasługi
- Medal 30-lecia Polski Ludowej
- Złote Odznaczenie im. Janka Krasickiego
- Odznaka honorowa „Zasłużony Ziemi Gdańskiej”